# Bellaria-Igea Marina
Bellaria-Igea Marina ist eine italienische Gemeinde (comune) mit 19.453 Einwohnern (Stand 31. Dezember 2023) in der Provinz Rimini in der Emilia-Romagna.

## Geographie
Die Gemeinde liegt etwa vierzehn Kilometer nordwestlich von Rimini und südlich der Mündung des Rubikon an der Adria. In der Nähe mündete der Uso vor seiner Verrohrung in das Adriatische Meer. Die Gemeinde bzw. Orte der Gemeinde sind Seebäder, wie zum Beispiel Igea Marina und Cagnona.
Die Nachbargemeinden sind Rimini und San Mauro Pascoli (FC).

## Geschichte
Urkundlich erwähnt wird der Ort Bellaria erstmals im Jahr 1359 als befestigter Platz in der Nähe der Mündung des Flusses Uso (Ausa). Ab 1382 gehörte der Ort zum Herrschaftsbereich der Malatesta.
Von 1945 bis 1947 befand sich hier das britische Kriegsgefangenenlager (Prisoner Of War Camp) Bellaria / „Deutsches Generalslager Bellaria“, wo die ihrerzeit berühmte Blechorgel von Rimini gebaut wurde.
Den Zusatz Igea Marina zum Ortsnamen Bellaria erhielt der Ort auf Initiative des Arztes Vittorio Bella (1870–1953), der sich um die Sanierung des Gemeinde und deren Förderung als Tourismusort verdient gemacht hat.
Zu einer eigenständigen Gemeinde wurde der Ort im Jahr 1956, als der damalige Vorort von Rimini unter dem Namen Bellaria-Igea Marina seine Unabhängigkeit erlangte.

## Wirtschaft und Verkehr
In geringen Ausmaß wird noch das traditionelle Gewerbe der Küstenfischerei ausgeübt, d. h. der Fang von Venusmuscheln, Miesmuscheln, Tintenfischen und Meeresschnecken.
Der Tourismus ist wegen der günstigen Lage der Stadt zum Meer und der ausgedehnten Sandstrände der Hauptwirtschaftszweig von Bellaria-Igea Marina.
An der Gemeinde führen sowohl die Strada Statale 16 Adriatica (in nördlicher Richtung nach Cesena, in südlicher Richtung nach Rimini) vorbei, als auch die Autostrada A14. Die Gemeinde liegt ferner an der Bahnstrecke Ferrara-Ravenna-Rimini und besitzt zwei Bahnhöfe mit jeweils zwei Gleisen. Der nächste Flughafen befindet sich in der Nähe von Rimini.

## Kultur und Sport
Seit 1983 findet im Frühling das Bellaria Film Festival als Anteprima for Italian Independent Cinema statt.
Seit 2022 bietet das Festival Workshops für den Nachwuchs in verschiedenen Bereichen der Filmwirtschaft an, wie Filmproduktion, Filmkritik und
Filmprogramming.
Zweimal war die Gemeinde Etappenort des Giro d’Italia, 1960 und 1987.

## Galerie

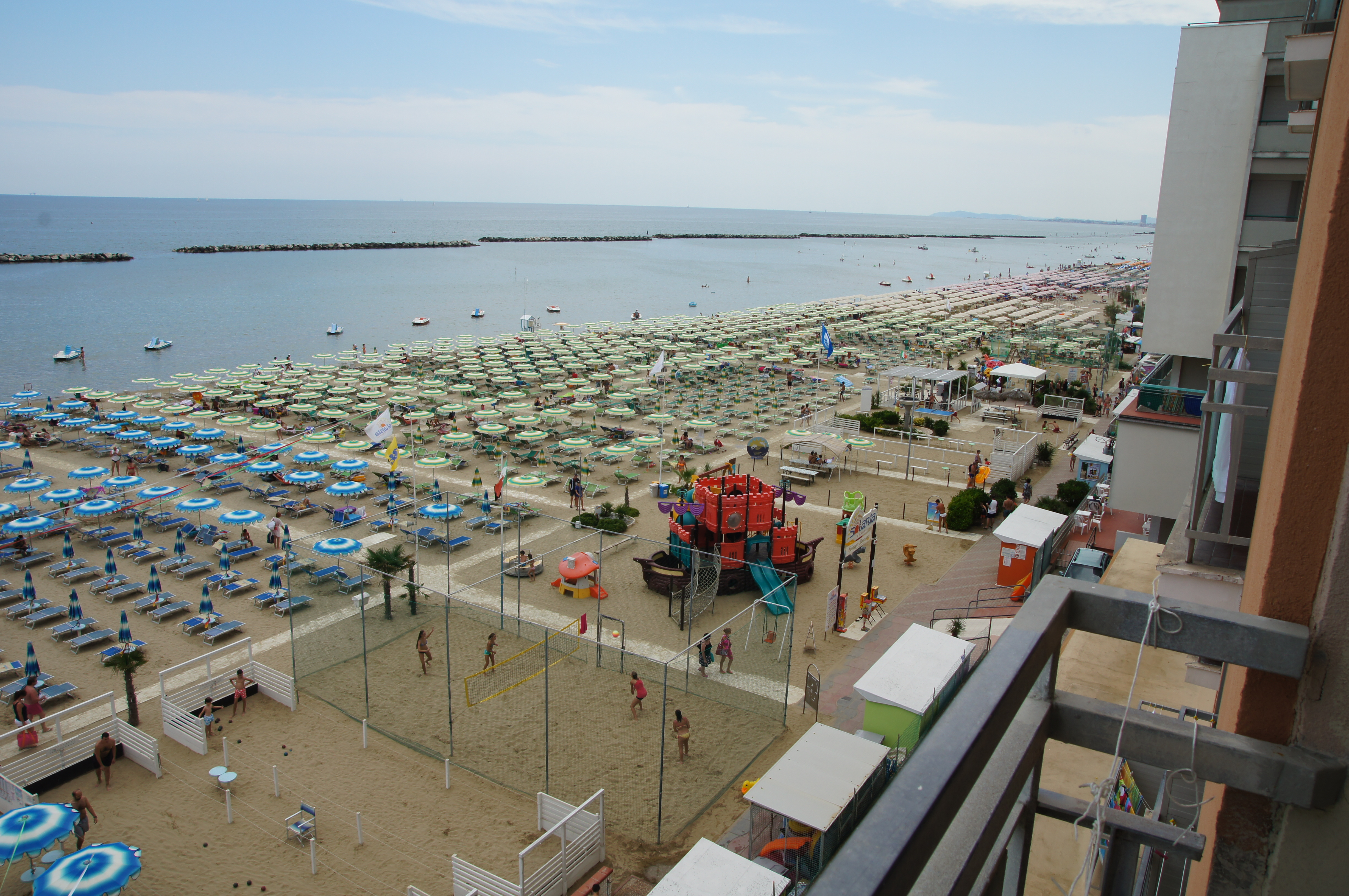
Badestrand
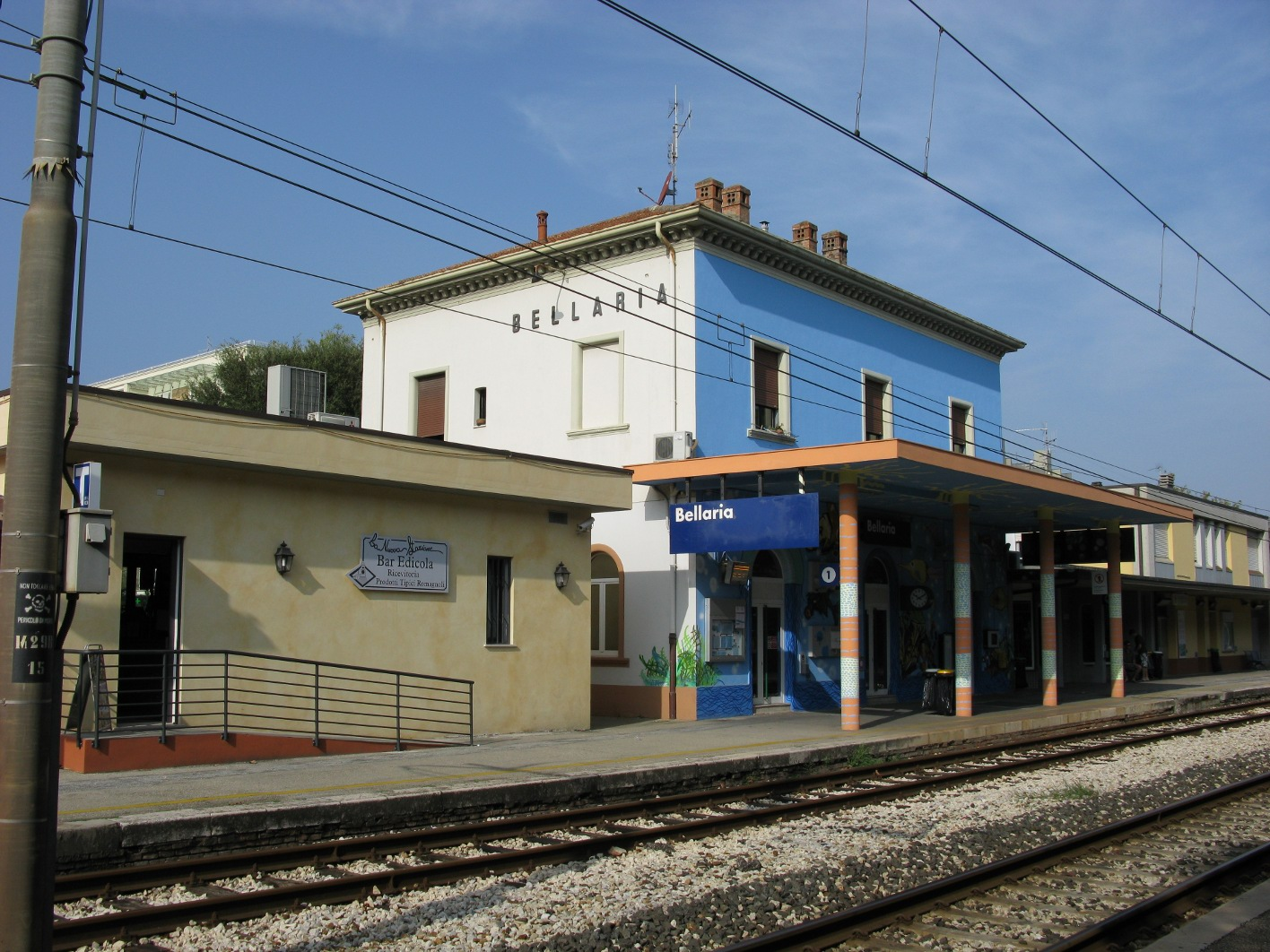
Bahnhof
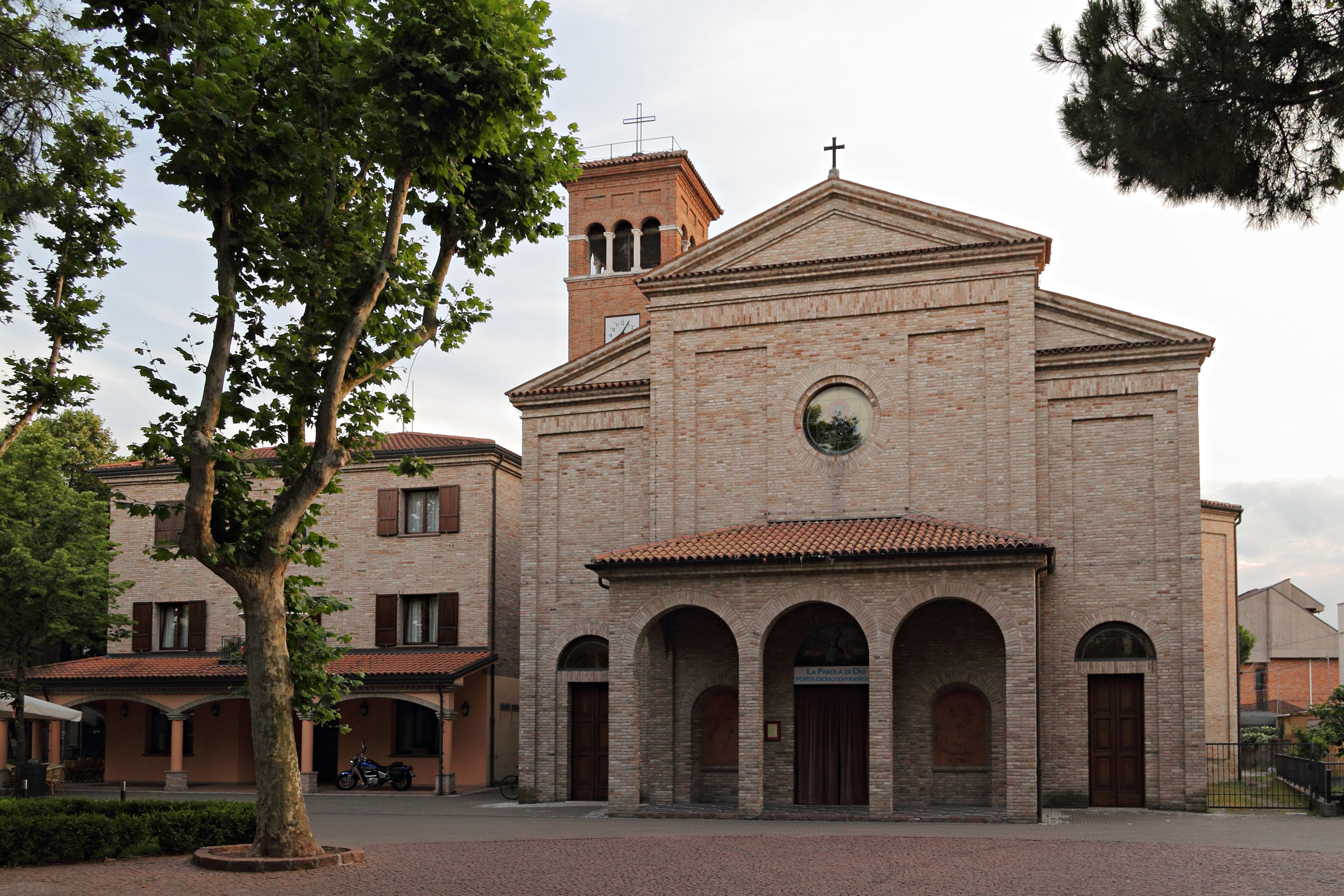
Kirche Heiliges Herz Jesu
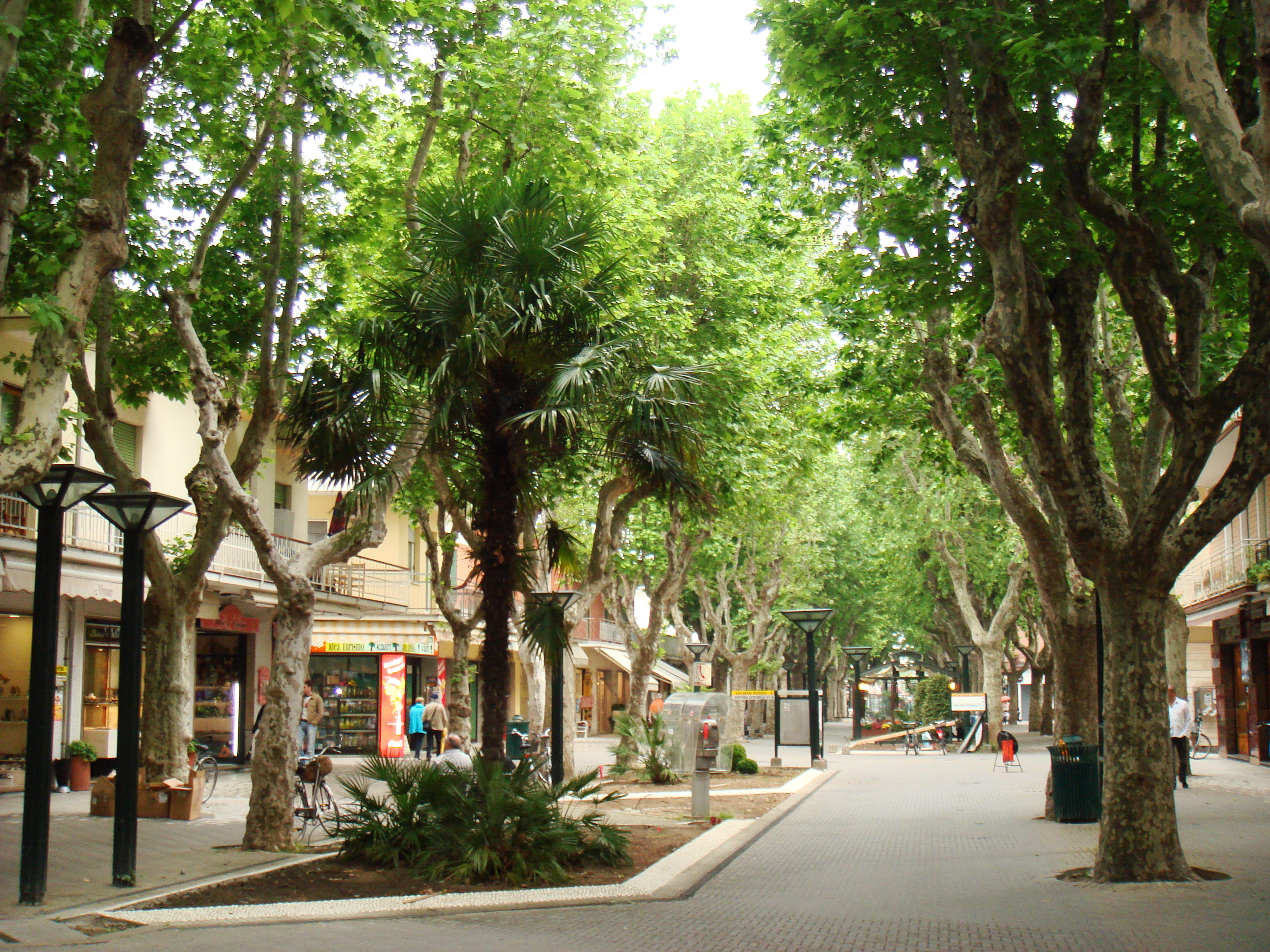
Fußgängerzone

## Persönlichkeiten
- Raffaella Carrà (1943–2021), Schauspielerin und Sängerin
- Fausto Pari (* 1962), Fußballspieler